# Stenhomalus kubani
Stenhomalus kubani är en skalbaggsart som beskrevs av Holzschuh 1989. Stenhomalus kubani ingår i släktet Stenhomalus och familjen långhorningar. Inga underarter finns listade i Catalogue of Life.